# António Sem
António Manuel Gonçalves Filipe (Algueirão, 22 de dezembro de 1945), conhecido como António Sem, é um artista plástico e escritor.

## Biografia
António Manuel Gonçalves Filipe. Nasceu em Algueirão, Sintra a 22 de Dezembro de 1945. Filho de António Sebastião Filipe (comerciante) e Aridna Victória Ribeiro Gonçalves Filipe (mulher ligada às artes e empresária).

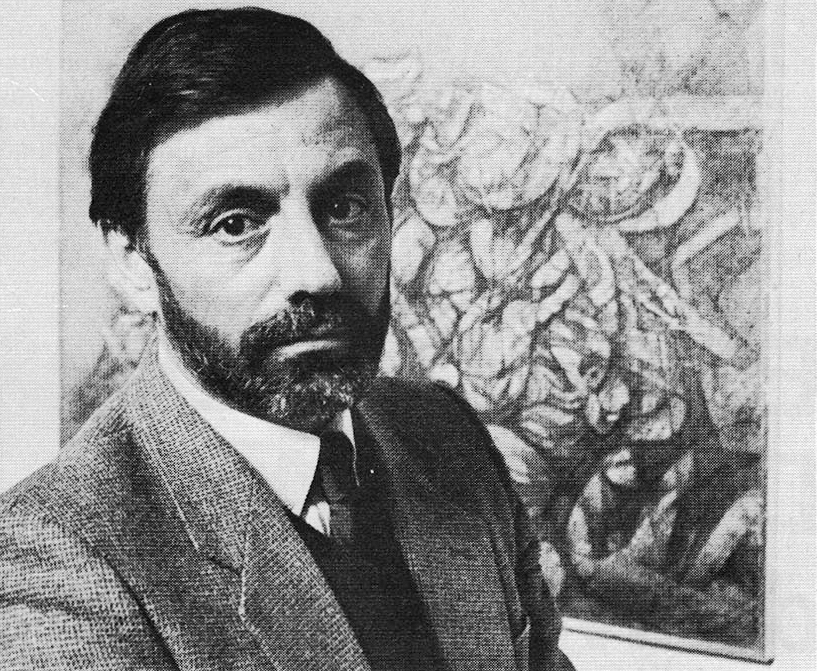
António Sem (1988)

Autodidacta. Académico de Mérito da Academia de Artes e Letras de Pontzen, Nápoles. Tem também um curso de Engenharia Civil tirado no ISEL. 
Desenvolveu uma atividade profissional no campo da literatura, publicidade, decoração, teatro, cinema, pintura e jornalismo (na RTP durante 24 anos). Conta com três representações teatrais. Também trabalhou na DOV da TAP, na informática da CP e no Banco BESCL.
Desde jovem que se dedicou á escrita tendo o seu primeiro artigo publicado no jornal “Expresso” com 17 anos. A partir dessa data  colaborou com inúmeros jornais regionais na publicação de poesia.
Em 1967 inicia estudos nas artes plásticas, onde frequentou vários ateliers de pintores consagrados. 
De 1970 a 1981, dedica-se a outros sectores da vida cultural. Foi redactor e diretor gráfico em jornais e revistas. Pertence a conselhos redatoriais. Também foi nomeado coordenador dos suplementos de informática dos jornais “Diário de Lisboa” e “O Jornal". Em 1981, foi autor e apresentador de uma série, no Canal 1 da RTP, com 6 episódios e intitulada de “Mitos e Realidades”.
Em 1985, fundou e foi eleito o primeiro presidente da ARTLE – Sociedade Portuguesa de Artes e Letras e da LIZ-ARTE – União dos Artistas Plásticos de Lisboa. Foi membro do NERP – Núcleo dos Escritores e Recitadores Portugueses e participou como poeta convidado no espectáculo “Renascimento / Descobertas” no Padrão dos Descobrimentos, em Belém / Lisboa. Em 1988 foi o poeta convidado pró programa “Já está” de Joaquim Letria. Entre 1988 e 1989, foi consultor cultural nas Câmaras Municipais de Cascais e Oeiras. Em 1989 e 1990, foi crítico de arte no jornal “O Século”.  Agumas das suas pinturas entraram nas telenovelas Passerele, em 1988 e Chuva de Maio, em 1990 (ambas no Canal 1 da RTP). Em 1989 foi membro do júri das marchas populares de Cascais e Setúbal. Em 1990, é nomeado director da “Linha em Revista”. Em 1992 assume a Direcção Artística da Galeria Caixa da Arte no Porto. Em 1992 e 1993, foi membro do júri do FIVA (Festival Internacional de Vídeo do Algarve). Em 1994 é nomeado coordenador-geral dos fascículos “Espaços da Natureza “, do jornal “Público”.
Foi coordenador-geral e pertenceu ao Conselho Editorial da revista “Correio da Natureza”, do Instituto da Conservação da Natureza. Nomeado Membro Honorário da Fundación Abelló de Barcelona.

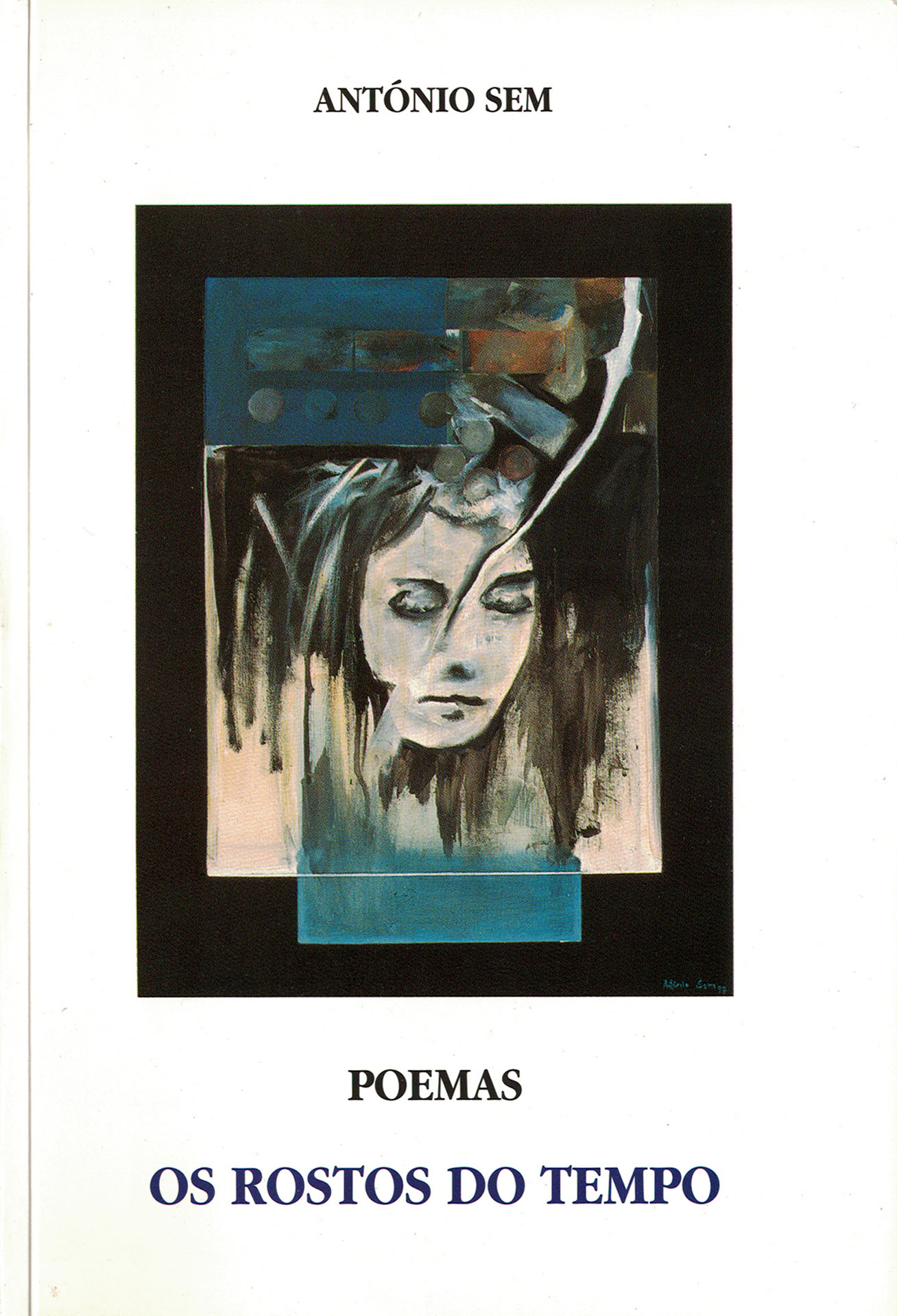
Os Rostos do Tempo

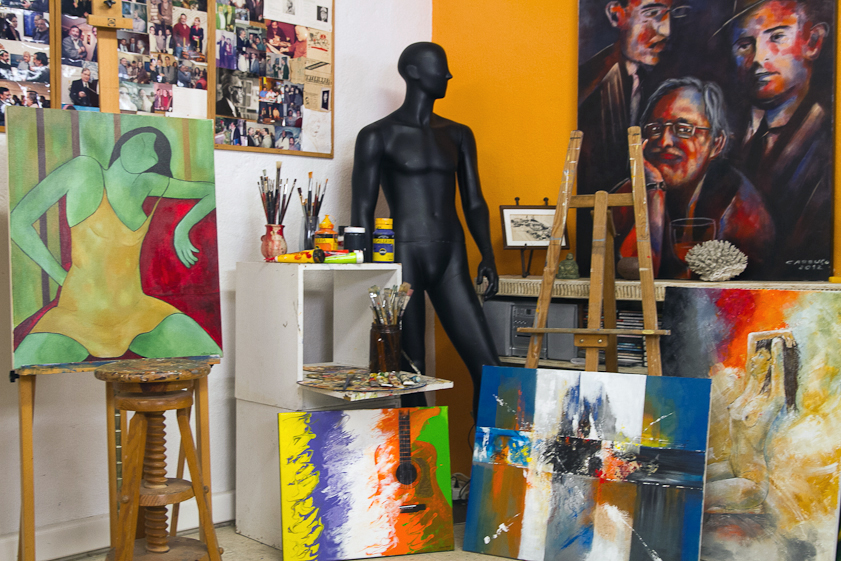
Obras de António Sem

Em 1994 edita o seu primeiro livro de poemas intitulado “Os Rostos do Tempo”. Em 1995 foi júri do concurso de pintura do programa “Festa na Feira” do Canal 1 da RTP. Em 1997 participa com pinturas na série da RTP1 “Meu Querido Avô” de Raul Solnado e José Fanha. Neste mesmo ano é membro do júri do VIII Concurso de Fotografia Dermatológica/Prémio Tito de Noronha/Schering Plough.
Fundador e sócio gerente da Chão de Pedra – Galeria de Arte/Art Gallery e responsável pela sua direcção artística. Em 1998 assumiu a direcção artística da Galeria de Arte da Casa do Pessoal da RTP. Em 2001 foi co-autor do livro "Portugália 75 Anos". Em Julho de 2001 publica o seu segundo livro de poemas intitulado “Momentos e Fragmentos”, que foi editado pela Universitária Editora e apresentado pelo Ministro da Presidência Guilherme D’Oliveira Martins. Em 2003 publicou mais um livro de poemas intitulado “Analogias”, apresentado na Sociedade de Geografia de Lisboa pelo padre Vítor Melícias e pela Dr.ª Maria Barroso e editado pela Universitária Editora. Em 2015 editou o livro de poemas “Do Outro Lado do Espelho”, apresentado pelo prof. Marcelo Rebelo de Sousa, no Palácio Foz, em Lisboa.
Em 2016 editou o livro de poesia “Itens do Coração - Poemas e Cartas de Amor”, que foi apresentado pelo Dr. Guilherme d’Oliveira Martins no Palácio Foz, em Lisboa. Em 2018 foi editada a sua antologia poética “O Perfume das Palavras”, apresentado na Sala dos Espelhos do Palácio Foz pelo Dr. Pedro Barbas Homem, numa edição da Editora Fénix. No ano de 2019 tornou a editar um livro, desta vez de citações, reflexões e pensamentos intitulado “Desabafos de Vida”, apresentado pela Drª. Maria de Belém Roseira na biblioteca do palácio Foz e publicado pelas Edições Fénix. Neste mesmo ano publicou o seu livro “Contos Eróticos e uma Carta de Amor” apresentado pelo sexólogo Dr. Fernando Mesquita no Palácio Foz.
Da sua vasta biografia destaca-se a sua participação no filme "Triangle Bleu" com Pierre Brasseur e Sylvia Koscina e o registo videográfico na Cinemateca Portuguesa, Museu do Cinema.
Tem hoje um extenso “curriculum” com presença assinalável em exposições individuais e colectivas, no país e no estrangeiro (43 individuais e 246 colectivas).

## Prémios e Distinções[18]
Está representado nas Antologias Poéticas “Florilégio I”, Millenium – 77 vozes de poetas portugueses, textos e pretextos / O Silêncio, Neruda Cem Anos Depois, Poesia Livre (Curitiba-Brasil); A Traição de Psiquê, Audácia dos Sentidos e À Sombra do Silêncio / À L’Ombre du Silence (Bilingue) e Ideários editado por Álvaro Giesta.
Obteve diversos prémios nacionais e internacionais e realizou vários painéis em azulejo para SPA-PH7 Terapias Corporais em Lisboa/2000.
Prefaciou diversos catálogos de pintores portugueses.
Foi medalha de ouro no XIX Concurso Mundial de Artes e Letras da Academia de Pontzen, em Nápoles. Foi ainda admitido como sócio de mérito nessa agremiação.
Foi condecorado pelo Governo da República Checa com a Medalha Comemorativa dos 150 anos (1824-1974) do Compositor e Pianista Checo Bedřich Smetana por acções culturais desenvolvidas.

## Exposições[19]

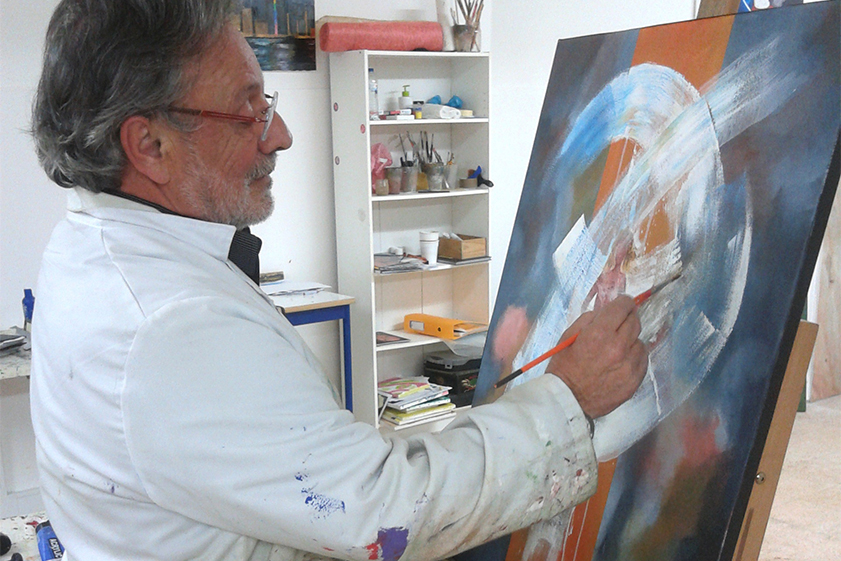
António Sem num momento criativo

1984: Exposição de pintura na Codilivro
1985: Exposição de aguarelas no Restaurante Encoberto, em Setúbal
          Exposição de aguarelas na galeria de arte Contracapa, em Mem Martins
1986: Exposição de artes plásticas no Festival de Mar, em Sesimbra
1988: Exposição de artes plásticas “Arte Portuguesa – Cascais 88”, no Palácio da Cidadela, Cascais
1989: Exposição de artes plásticas “Impre(visões)”, na Galeria de Arte dos CTT do Fórum Picoas, Lisboa
          Exposição de pintura “Duplicidades”, na Galeria Almadarte, Costa da Caparica
          Exposição de pintura “Pintura Portuguesa Contemporânea”, na Galeria Miron
          Exposição de artes plásticas “Expressões da Arte Portuguesa”, em Praga, Checoslováquia
1990: Exposição de artes plásticas, no âmbito do 2º Aniversário do Atelier-Galeria E.C. de Colares
          Exposição de pintura no Espaço d’Arte do restaurante La Cigale, em Olhos d’Água, no Algarve
          Exposição de pintura “Percursos”, na Galeria de Arte da Casa do Pessoal da RTP, em Lisboa
1991: Exposição de pintura “Viagens”, na Galeria de Exposições do Museu Condes de Castro Guimarães, em Cascais
1992: Exposição internacional de artes plásticas Nos Jogos Olímpicos 92 “International Artists Barcelona 92”, na Galeria d’Art Marabellõ, em Barcelona
          Exposição de artes plásticas “1ª Lisboarte”, na Galeria Caixa de Arte do Porto
          Exposição de pintura “Caminhos”, na Galeria de Arte da Sociedade Portuguesa de Autores, na Avenida Duque de Loulé
1993: Exposição de pintura “Passagens”, na Galeria Lóios, no Porto
          Exposição de artes plásticas “Port Art – 3ª Edição”, em Portimāo
          Exposição de pintura “Andamentos”, no Instituto Franco-Português, em Lisboa
1994: Exposição de pintura no Salão de Exposições do Castelo de Campo Maior
          Exposição de pintura “Inacabados” e lançamento do livro de poemas “Os Rostos do Tempo”, na Galeria de Arte Óptica do Conde Redondo, em Lisboa
          Exposição de pintura que comemorou os 35 anos sobre a primeira mostra de trabalhos do pintor Adão Rodrigues, na Casa de Corpo Santo, em Setúbal
1995: Exposição de pintura “Três Momentos”, na Galeria Escada Quatro, em Cascais
1996: Exposição de pintura “Maneiras de Ver”, na Galeria de Arte Convosco, em Lisboa
1997: Exposição de pintura “Retrospectiva”, no Espaço Cultural da Junta de Freguesia de Algueirão, em Mem Martins
          Exposição de pintura que comemorou os 3 anos do Espaço Cultural da Junta de Freguesia de Algueirão, em Mem Martins
1998: Exposição de pintura “Memórias”, na Galeria Municipal do Museu Regional de Sintra
          Exposição de pintura “Emotions”, na Pallozi Gallery, em Londres
1999: Exposição de pintura “Quatro Andamentos”, na Galeria de Arte Chão de Pedra, em Lisboa
          Exposição de pintura “Vis a Vis”, na Original Gallery
2000: Exposição de pintura “Triângulo Estético”, na Galeria Atelier dos Cardaes, em Lisboa
          Exposição de pintura “1/2000”, em Chauny, França
2001: Exposição de artes plásticas “VII Exposição Internacional de Artes Plásticas de Venda Novas”, em Venda Novas, Évora
2002: Exposição de pintura, na Galeria LCR, em Sintra
          Exposição de pintura, na Galeria d’Arte 4 Montras, em Viseu
2005: Exposição de pintura “Sinópsia”, na Galeria FP, em Lisboa
2006: Exposição de pintura “Pedaços da Vida”, na Biblioteca Municipal de Aljustrel, Beja
          Exposição de pintura “Em Redor de Mim”, do 9ª Edição da Festa do Chiado, na Sala Sophia de Mello Breyner do Centro Nacional de Cultura, em Lisboa
2012: Exposição de pintura “Duplo Sentido”, no Centro de Exposição de Odivelas

## Vida Pessoal
É divorciado com 1 filho (Carlos Filipe) e tem duas netas (Beatriz e Leonor). A vertente desportiva fez parte da sua juventude tendo praticado diversas modalidades tais como: futebol, judo, atletismo, basquetebol, ténis de mesa e futsal.